# JSB IN BLACK
「JSB IN BLACK」（ジェイエスビー イン ブラック）は、三代目 J SOUL BROTHERS from EXILE TRIBEの28枚目のシングル。2021年10月20日にrhythm zoneから発売された。

## 概要
- 前作「100 SEASONS/TONIGHT」から約4か月ぶりのCDシングル。デビュー10周年イヤーとなる2021年の第二弾シングル。
- 「CD+DVD」「CD+Blu-ray」「CDのみ」と、ファンクラブ・オフィシャルモバイルショップ限定販売の10th ANNIVERSARY 仕様など5形態での発売。CDには全2曲4トラック、DVD/BDにはライブ映像を収録。
- 表題曲「JSB IN BLACK」は、同年7月16日に先行配信された[5]。
- 収録曲「KICK&SLIDE」は、同年7月7日にデジタルシングルとしてリリースされていた[6]。
- DVD/BDには、三代目J SOUL BROTHERS LIVE TOUR 2021“THIS IS JSB”の「JSB IN BLACK」「KICK&SLIDE」の映像が収録されているが、10th ANNIVERSARY 仕様ではさらに「100SEASONS」「TONIGHT」の映像も収録。

## 収録曲

### CD
1. JSB IN BLACK [3:52]
作詞：RYUJI IMAICHI, YVES&ADAMS、作曲：T-SK, ASTON, BIG-F
2. KICK&SLIDE [3:34] 
作詞：YVES&ADAMS、作曲：Dirty Orange, YVES&ADAMS
  - テレビ東京系『おはスタ』コーナーアニメ『KICK&SLIDE』主題歌
3. JSB IN BLACK（Instrumental） [3:51]
4. KICK&SLIDE（Instrumental） [3:33]

### DVD/Blu-ray

#### 三代目J SOUL BROTHERS LIVE TOUR 2021“THIS IS JSB”
1. JSB IN BLACK
2. TONIGHT （10th ANNIVERSARY 仕様のみ収録）
3. KICK&SLIDE
4. 100SEASONS （10th ANNIVERSARY 仕様のみ収録）

## 収録アルバム
| 収録アルバム | 楽曲         | 曲順 |
| ------------ | ------------ | ---- |
| THIS IS JSB  | JSB IN BLACK | 2    |
| THIS IS JSB  | KICK&SLIDE   | 7    |